# Новый Январский (микрорайон)
Новый Январский — микрорайон расположен на правом берегу Камы в Кировском районе Перми.

## География
Микрорайон занимает промежуток между улицей Маршала Рыбалко и Магистральная, с востока ограничен лесным массивом, с запада – сосновым бором у кинотеатра «Рубин» и Утиным болотом. Фактически микрорайон является составной частью Закамска, в границы которого он входит. 

## История
До 1920-х годов на месте микрорайона располагались частные и казённые лесные дачи. В начале 1930-х годов здесь появилось несколько частных домов и здание столовой. Посёлок был назван Январский. Массовая застройка микрорайона началась в 1960 году. В 1971 году официальное название стало Лесной во избежание путаницы с одноименным поселком в Орджоникидзевском районе. Данное название не прижилось, местные жители употребляют название Январский (официально – Новый Январский).

## Улицы
Улицы Маршала Рыбалко, Магистральная, Сысольская и Ямпольская.

## Транспорт
По улице Маршала Рыбалко проходят автобусы маршрутов № 15, 20, 39, 60, 64, 65, 80, 205, которые останавливаются на остановках «Кинотеатр "Рубин"», «Парк культуры и отдыха» и «Улица Маршала Рыбалко».
В 2025 году запланирован запуск нового автобусного маршрута № 2 по улице Магистральная, где последние 15 лет нет общественного транспорта.

### Образовательные учреждения
- Школы № 14, спецшкола (коррекционная) № 155.

### Производственные предприятия
Рядом с микрорайоном не располагаются какие-либо крупные промышленные предприятия. Жители работают в основном на предприятиях Кировского района Перми, расположенных в отдаленных промзонах. Ранее у улицы Магистральная располагалась Закамская мебельная фабрика (созданная в 1945 году), ныне на этом месте находится торговый центр «Закамск-Пермь».

## Социальная сфера
К микрорайону примыкает Парк культуры и отдыха «Счастье есть» (открыт в 1971 году). За парком, на берегу Камы находятся санатории-профилактории «Алмед» и «Родник» с небольшой набережной, рядом гостиница Park-Hotel. 